# Dogecoin

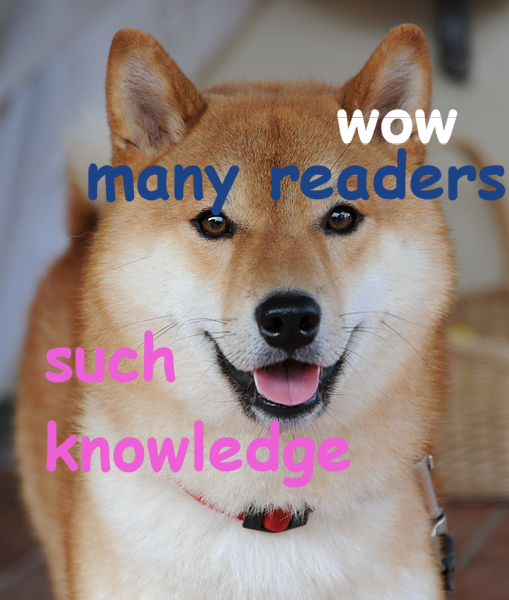
Bild på en doge. "Dogecoins maskot".

Dogecoin (kod: DOGE, symbol: Ɖ och D) är en litecoinbaserad kryptovaluta. Dogecoin har sitt ursprung i internetmemen 'Doge', och dess logotyp är en hund av rasen Shiba. Dogecoin har till skillnad från bitcoin ingen maximal mängd monetära enheter, utan når sin maximala tillväxthastighet vid 100 miljarder enheter. Den 23 december 2013 hade 12,5 procent dogecoin av dessa 100 miljarder blivit utvunna. Dogecoin har uppmärksammats i flera olika tidningar för dess användares inblandning i olika välgörenhetskampanjer.

## Historik
Dogecoin grundades av Billy Markus, programmerare och före detta ingenjör på IBM. Han började utveckla en valuta vid namn Bells. Billy Markus ville göra sin valuta populär och lättigenkännlig för investerare, och  tog influenser från spelet Animal Crossing. Billy Markus ville inte heller att hans valuta skulle förknippas med Silk Road, där bitcoin användes flitigt. Markus, och hans vän Jackson Palmer, blev genom Twitter tipsade om att istället basera sin valuta på memen Doge. De påbörjade då sitt partnerskap; Palmer köpte strax domänen dogecoin.com, och Markus utvecklade en officiell plånbok. Den 17 december, ett par veckor efter lanseringen av kryptovalutan, var sex procent av de 100 miljarder totala dogecoin redan utvunna, och vid 19 december hade värdet på dogecoin stigit med över 300 % på marknaden, från 0,00026 amerikanska dollar till 0,00099 amerikanska dollar. Detta skedde allt medan bitcoin och andra kryptovalutor sjönk, på grund av Kinas nya bestämmelse att förbjuda bitcoin från deras banker. Den 22 december upplevde dogecoin sin första börskrasch, och sjönk därmed 80 procent. På juldagen 2013 skedde det första större stöldförsöket av dogecoin, varvid flera miljoner dogecoin blev stulna av hackers som slapp in filsystemet på sajten Dogewallet.
Markus baserade dogecoin på den existerande kryptovalutan litecoin. Dogecoin använder liksom litecoin scrypt som krypteringsalgoritm för transaktioner och utvinning av valutan. Till skillnad från bitcoins SHA så kräver scrypt mer hårdvara och gagnas inte lika bra av bitcoinspecifik hårdvara. Valutan kommer att uppnå totalt 100 miljarder dogecoin efter alla coins har blivit utvunna. Dogecoin har lyckats väl med att sprida sin valuta och växlingsbörser till bitcoin och litecoin, samt flera så kallade pooler, har uppstått som växlar och utvinner valutan. 
Valutans popularitet och värde växer i en snabb takt, och den 22 december var växlingskursen 1 amerikansk dollar för 3130 dogecoin. December 24, 2013 varnade dock Indiens centralbank användare för riskerna vid investering av dogecoin och andra kryptovalutor.

## Lagring
Alla som önskar använda dogecoin kan skapa en eller fler dogecoinadresser, som är samlade och uppföljs i virtuella plånböcker. En dogecoinadress grundar sig på asymmetrisk kryptering och har en privat och en publik nyckel till mängden pengar i den. Den publika nyckeln är adressen och den privata nyckeln används för att kunna skicka pengar ut från adressen till en annan adress. Eftersom en plånbok bara är en samling nyckelpar är det mycket viktigt att hålla den privata nyckeln hemlig. Ifall den privata nyckeln för en adress inte hålls hemlig så har vem som helst möjlighet att skicka pengar från den adressen. Plånböcker tillåter användaren att genomföra transaktioner mellan adresser genom att begära en uppdatering av blockchainet, den offentliga transaktions-loggen. Plånböcker förekommer i olika former: applikationer för mobila enheter och datorer, hårdvaror och papperstokens. De två mest använda typer av plånböcker är:
- Dogecoin-Qt, den officiella plånboken för dogecoin. Den finns för Windows samt Apple OS X, men det finns också en portning av applikationen till Linux
- Dogevault, den officiella onlineplånboken[21]. Webbaserade plånböcker föredras eftersom de är lättare att använda och kräver ingen installering av mjukvara.
- Dogecoin Wallet, en app som agerar offlineplånbok för mobiltelefoner med operativsystemet Android.

## Användning och växling
Det finns flera onlinebörser som växlar DOGE/BTC och DOGE/LTC. Priset är mycket instabilt eftersom valutan har en relativt kort livslängd. Den 19 december 2020 var priset av en Doge 0,00095 amerikansk dollar, februari 2021 var priset 0,07204. Människor har utbytt verkliga objekt för dogecoin på forum som exempelvis Reddit.

## Transaktioner
Dogecoin fungerar genom asymmetrisk kryptering, där en användare skapar ett nyckelpar; en offentlig och en privat nyckel. Endast den privata nyckeln kan avkoda den information som krypteras av den offentlig nyckeln, därmed kan nyckelns ägare distribuera den offentliga nyckeln utan att någon kan få tillgång till den krypterade informationen. Alla dogecoinadresser är offentliga nycklar; de är en sträng bestående av 34 siffror och bokstäver, men börjar alla med bokstaven D. Ett exempel på en adress är: DTnt7VZqR5ofHhAxZuDy4m3PhSjKFXpw3e, som tillhör Dogechain.info. Den offentliga nyckeln är en dogecoinadress som andra användare kan skicka dogecoin till. Vid transaktioner från mobila enheter är användningen av QR-koder vanligt för att förenkla processen.